# European Astronomical Society
L'European Astronomical Society (EAS) o Societat Astronòmica Europea, és una societat científica, fundada sota el Codi Civil Suís el 1990, com una associació per contribuir i promoure l'avanç de l'astronomia a Europa, i per tractar assumptes astronòmics a nivell europeu. És una societat d'astrònoms professionals individuals, i tots els astrònoms europeus poden ser membres independentment del seu camp de treball o país de treball o d'origen. La societat ofereix un fòrum de debat sobre tots els aspectes del desenvolupament astronòmic a Europa, i és l'organització que representa els interessos dels astrònoms en les discussions dels esdeveniments d'àmbit europeu.
El President de la Societat és Thierry Courvoisier (Suïssa). Els membres del Consell de l'EAS són, Serena Viti (Regne Unit) - secretària, Anne Dutrey (França) - Tresorera, Roger Davies (Regne Unit) - Vicepresident, Maria Kontizas (Grècia) - Vicepresidenta, Mike Bode (Regne Unit), João Fernandes (Portugal), Johan Knappen (Espanya), Francesco Palla (Itàlia), Juri Poutanen (Finlàndia) i Vassilis Charmandaris (Grècia) - Editors del Butlletí.

## Premis
Des de l'any 2008 la European Astronomical Society ha atorgat el Premi Tycho Brahe, que s'atorga anualment, anomenat així en honor de l'astrònom danès del segle xvi Tycho Brahe. El premi s'atorga en reconeixement del desenvolupament o l'explotació dels instruments europeus, o els grans descobriments basats en gran part en aquests instruments. Els guanyadors del premi són:
- 2008: Göran Scharmer (Suècia)
- 2009: Françoise Combes (França)
- 2010: Raymond Wilson (Regne Unit)
- 2011: Michael Perryman (Regne Unit)
- 2012: Reinhard Genzel (Alemanya)
- 2013: Massimo Tarenghi (Itàlia)
- 2014: Antoine Labeyrie (França)
- 2015: Michel Mayor (Suïssa)
- 2016: Joachim Trümper (Alemanya)
- 2017: Bernard Delabre (França)
- 2018: Andrzej Udalski (Polònia)

Des del 2010, l'EAS concedeix el Premi Lodewijk Woltjer per honorar als astrònoms d'excepcional distinció científica. Els guanyadors del premi són:
- 2010: Lodewijk Woltjer
- 2011:  George Miley
- 2012: Wolfgang Hillebrandt
- 2013: Suzy Collin-Zahn
- 2014: Raixid Siuniàiev
- 2015: Ewine van Dishoeck
- 2016: Thibault Damour
- 2017: Bengt Gustafsson
- 2018: Conny Aerts

Des del 2013 l'EAS també està atorgant els Premis MERAC per a Joves Astrònoms europeus. Hi ha tres premis anuals MERAC adjudicats en cadascuna de les tres categories: Astrofísica Teòrica, d'observació astrofísica, i les Noves Tecnologies (Instrumentals / Computacional). El premi s'alternen per any per: premis per a investigadors que inicien la seva carrera (en anys imparells) i premis a la millor Tesi Doctoral (anys parells).
Els guanyadors dels premis són:
- 2013: Millor Investigador de Principis de Carrera
  - Gabriella de Lucia (Astrofísica teòrica)
  - Elisabetta Caffau (Astrofísica d'observació)
  - Justin Read (Noves tecnologies)
- 2014: Millor Tesi Doctoral
  - Claudia Lagos (Astrofísica teòrica)
  - Amaury Triaud (Astrofísica d'observació)
  - Boon Kok Tan (Noves tecnologies)